# Opeth
Opeth е шведска метъл група, основана в Стокхолм през 1990 г.
Въпреки че групата преминава през редица промени в състава, вокалистът, китарист и текстописец Майкъл Окерфелд (Mikael Åkerfeldt) остава основна движеща сила през годините. Opeth постоянно използват прогресив, фолк, джаз, блус и класически елементи в техните дълги (обикновено) композиции, както и черпят вдъхновение от блек и дет метъл музиката, особено през първите си години. Много песни съдържат пасажи от акустични китара, резки смени на темпото, както и смесица от груби (growl vocals) и чисти вокали. По времето на първите им няколко албума Opeth рядко правят поддържащи турнета, но след издаването на Blackwater Park през 2001 г. те провеждат няколко световни турнета.
Opeth издават тринайсет студийни албума, три DVD-та с изпълнения на живо, три албума с изпълнения на живо и два боксета. Бандата издава своя дебютен албум Orchid през 1995 г. Въпреки че техният осми албум, GhostReveries, е доста популярен в САЩ, Opeth не стават комерсиални там до издаването на Watershed през 2008 г., който достига 23 място в Billboard 200 и става номер едно във финландската класация за албуми през първата седмица от издаването си. Opeth са продали повече от 1 500 000 бройки албуми и DVD-та в световен мащаб.

## История
Групата започва като типичен скандинавски дет метъл проект, но впоследствие музикантите се впускат в експерименти и смесват метъла с влияния от джаза, блуса, прогресив рока и фолклорната музика. Албумът им Damnation (2003) например е чист прогресив.
От началото групата е издала десет студийни албума, три албума на живо и три DVD-та.

## Дискография

### Албуми
- 15 май 1995 – Orchid
- 24 юни 1996 – Morningrise
- 18 август 1998 – My Arms, Your Hearse
- 18 октомври 1999 – Still Life
- 27 февруари 2001 – Blackwater Park
- 4 ноември 2002 – Deliverance
- 14 април 2003 – Damnation
- 30 август 2005 – Ghost Reveries
- 3 юни 2008 – Watershed
- 13 септември 2011 – Heritage
- 26 август 2014 – Pale Communion
- 30 септември 2016 – Sorceress
- 27 септември 2019 – In Cauda Venenum
- 22 ноември 2024 – The Last Will and Testament

### Live албуми
- Lamentations, 23 ноември 2003
- The Roundhouse Tapes, 5 ноември 2007
- In Live Concert at the Royal Albert Hall, 20 септември 2010
- The Devil's Orchard – Live at Rock Hard Festival 2009, август 2011

## Бивши членове
| Изпълнител       | Инструмент | Период      |
| ---------------- | ---------- | ----------- |
| Nick Doring      | бас        | 1990 – 1991 |
| David Isberg     | вокал      | 1990 – 1992 |
| Kim Pettersson   | китари     | 1991        |
| Anders Nordin    | барабани   | 1990 – 1997 |
| Martin Lopez     | барабани   | 1997 – 2006 |
| Stefan Guteklint | бас        | 1992 – 1993 |
| Peter Lindgren   | китари     | 1991 – 2007 |
| Andreas Dimeo    | китари     | 1991        |
| Johan DeFarfalla | бас        | 1994 – 1996 |
| Mattias Ander    | бас        | 1992        |